# Croix de cimetière du Loc'h
La croix de cimetière du Loch est située à  Peumerit-Quintin en France.

## Localisation
La croix est située sur la commune de Peumerit-Quintin,  dans le département des Côtes-d'Armor, dans la région Bretagne.

## Historique
La croix est inscrite au titre des monuments historiques par arrêté du 22 mars 1930.